# Horham
Horham – wieś w Anglii, w hrabstwie Suffolk, w dystrykcie Mid Suffolk. Leży 29 km na północ od miasta Ipswich i 130 km na północny wschód od Londynu.